# إنغو هوفمان
إنغو هوفمان (بالبرتغالية: Ingo Hoffmann‏) هو سائق سيارة سباق برازيلي، ولد في 28 فبراير 1953 في ساو باولو في البرازيل.